# Distretto di Mueang Phrae
Il distretto di Mueang Phrae (in thailandese: เมืองแพร่) è un distretto (amphoe) della Thailandia, situato nella provincia di Phrae, della quale è il capoluogo.